# Perineus concinnoides
Perineus concinnoides är en insektsart som beskrevs av Kéler 1957. Perineus concinnoides ingår i släktet Perineus och familjen fjäderlöss. Inga underarter finns listade i Catalogue of Life.